# Mastaba des Seschemnefer III.

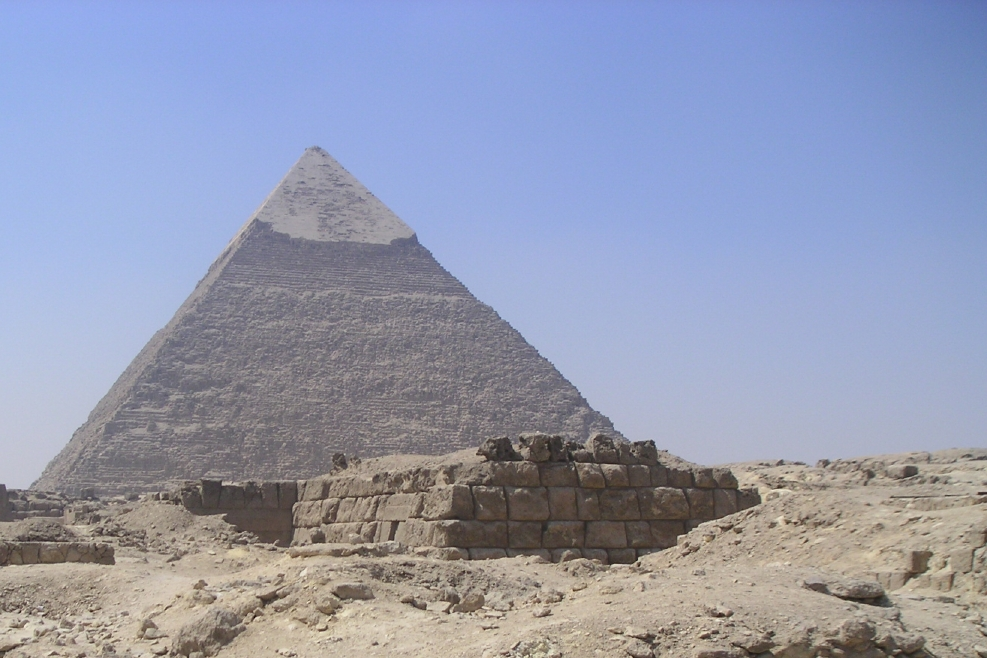
Mastaba des Seschemnefer III., im Hintergrund die Chephren-Pyramide

Die Mastaba von Seschemnefer III. befindet sich in Gizeh. Die in ihr befindliche Opferkammer, auch in der Literatur gelegentlich als Kultkammer und im Grunde unzutreffend als Grabkammer des Seschemnefer III. bezeichnet, gehört zur Sammlung des Ägyptologischen Instituts der Universität Tübingen im Schloss Hohentübingen als einem Teil des Museum der Universität Tübingen. Die Opferkammer ist nur ein Teil der Mastaba des Seschemnefer III. (Mastaba G 5170), die während der 5. Dynastie (um 2350 v. Chr.) in der Nekropole von Gizeh für den Beamten Seschemnefer III. errichtet wurde, der oft auch Seschemnofer genannt wird.
Gefunden wurde die Opferkammer 1910 bei von dem Unternehmer Ernst von Sieglin finanzierten Grabungen, die unter Leitung des Ägyptologen Georg Steindorff standen. Von Sieglin erwarb die Opferkammer und schenkte sie 1911 der Universität Tübingen.
Die Kammer ist 3,65 Meter lang, 1,45 Meter breit und 2,57 Meter hoch. Die bemalten Reliefbilder sind aus Nummulitkalk. Jede Wand besteht aus zwei bis drei großen Blöcken. Die Blöcke stoßen nicht in den Ecken aufeinander, sondern sind über eingearbeitete Winkelstücke miteinander verbunden.

## Darstellungen auf den Reliefs der Kapelle

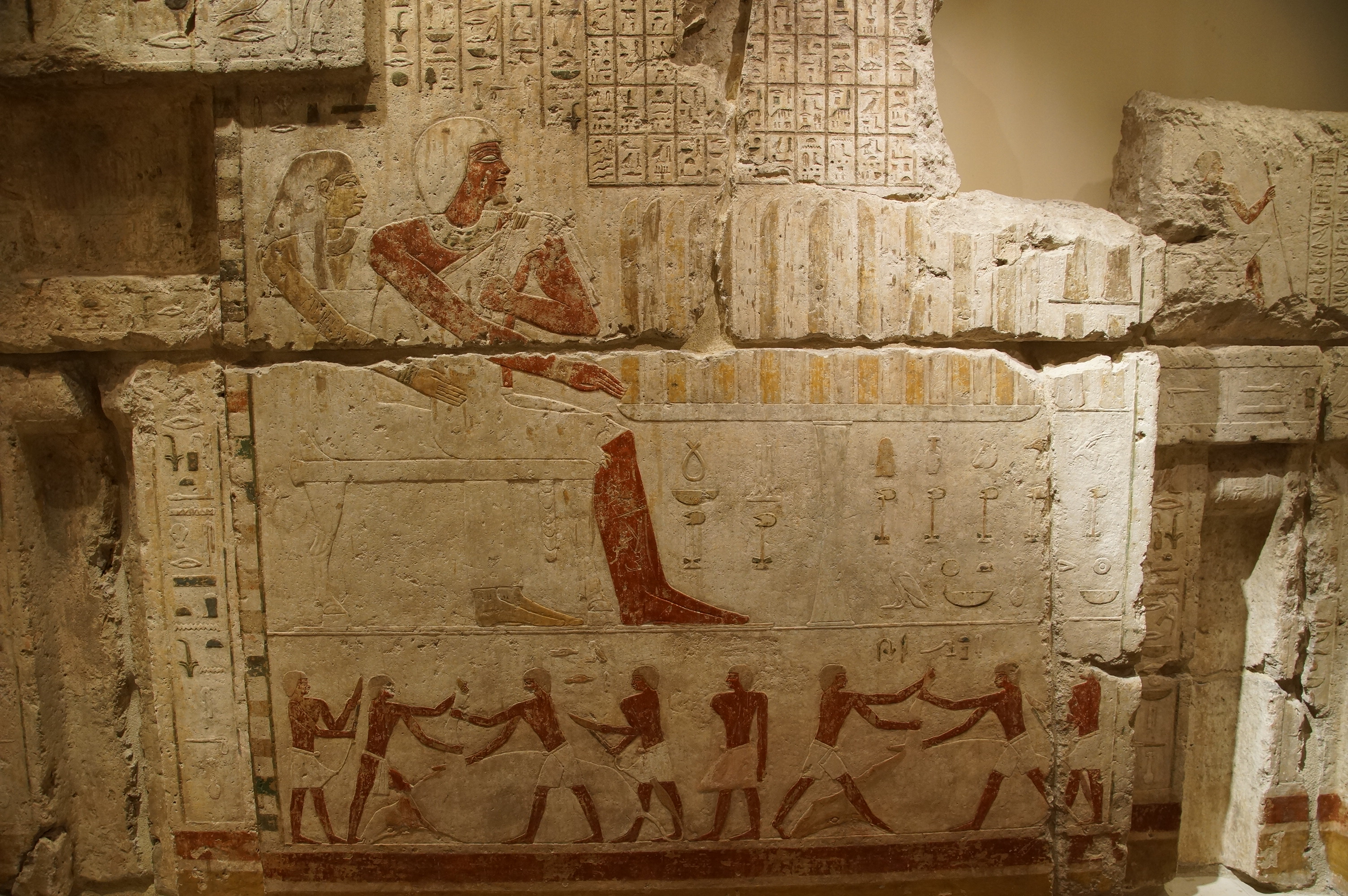
Westwand mit Totenmahl von Seschemnefer III. und seiner Gattin Hetep-heres
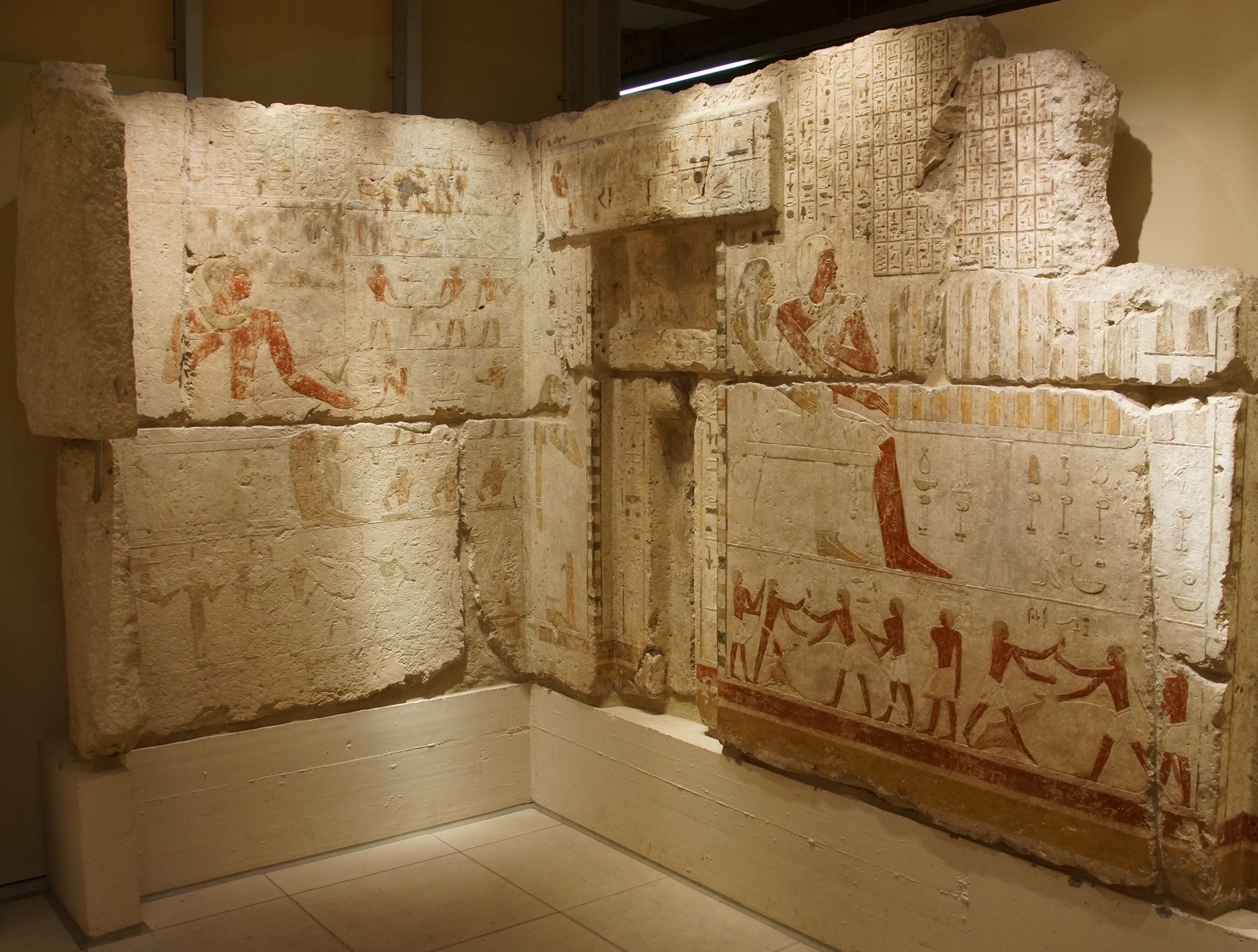
Süd- und Westwand der Opferkammer des Seschemnefer III. im Schloss Hohentübingen
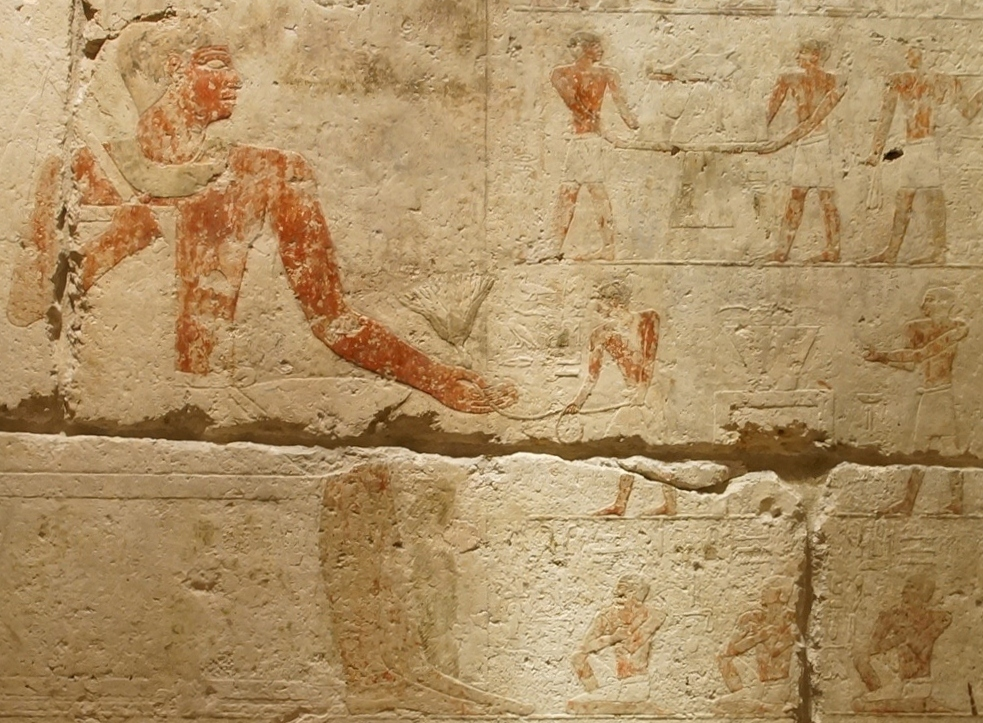
Südwand der Opferkammer mit Prunkmahl und Lotusblume
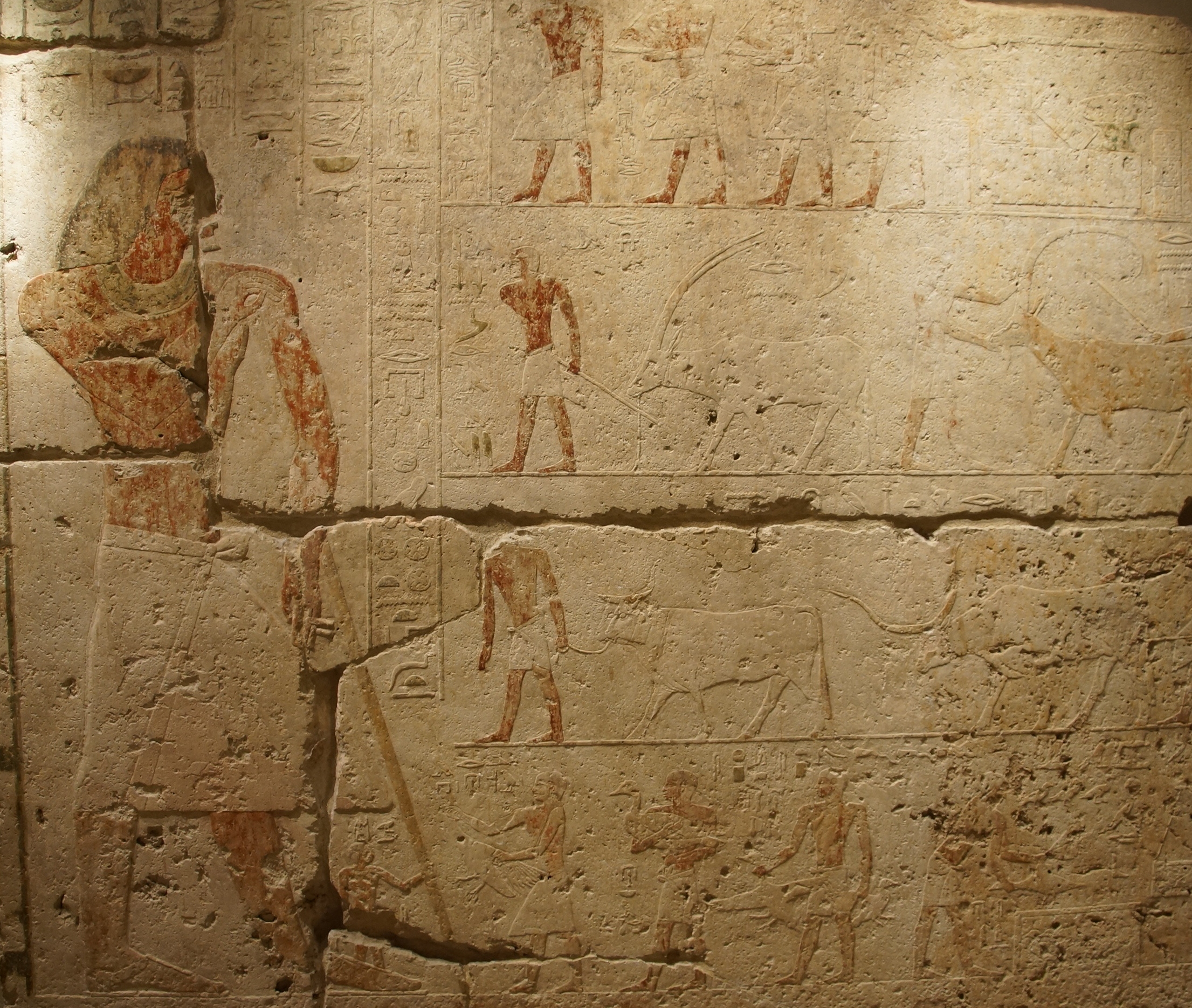
Ostwand der Opferkammer mit vorgeführten Opfertieren
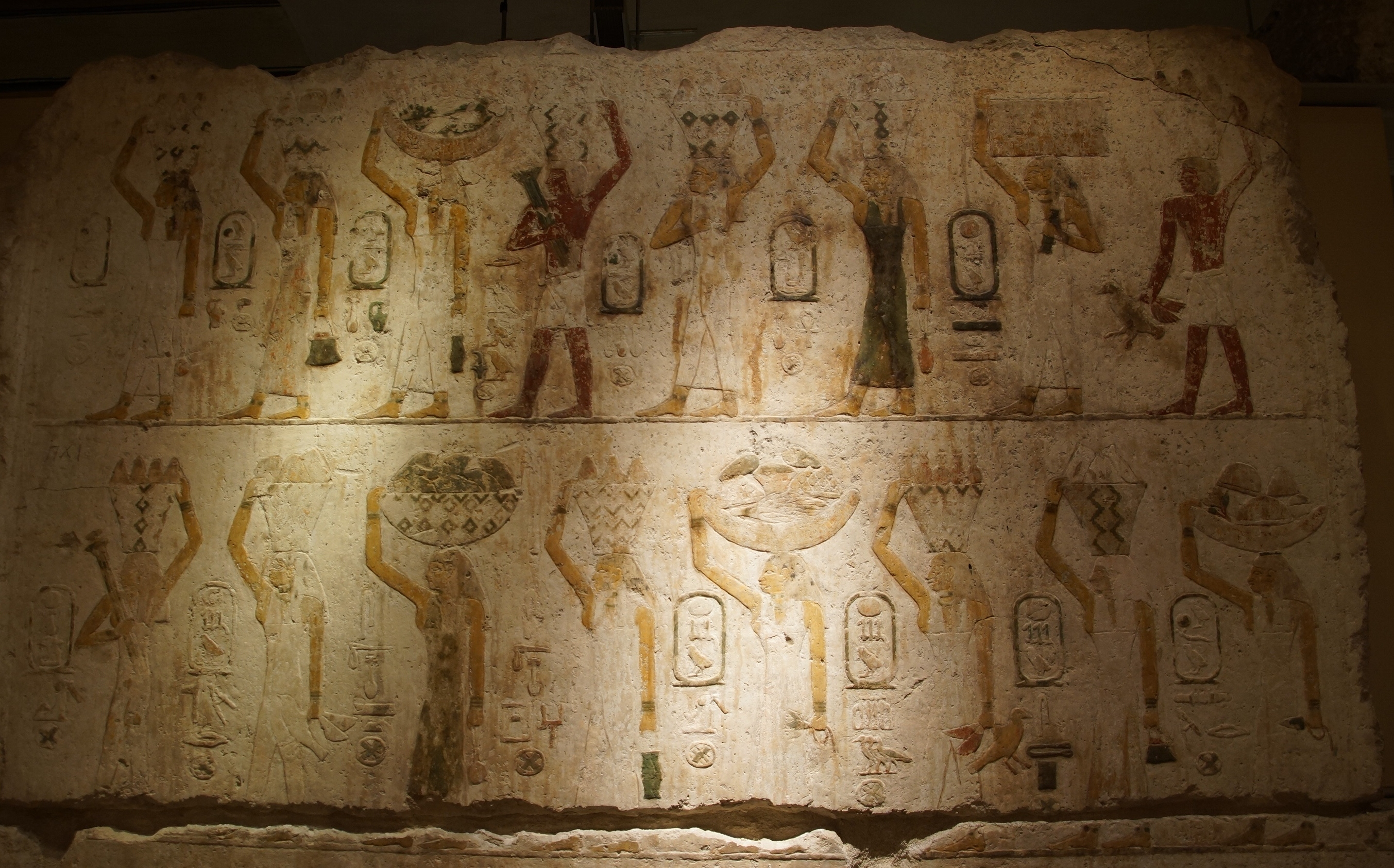
Nordwand mit Gabenträgern der Stiftungsgüter

Westwand
Ein Totenmahl von Seschemnefer III. und seiner Gattin Hetep-heres. Die beiden sitzen nebeneinander an einem Speisentisch.
Südwand
Seschemnefer III. steht links und empfängt von seinem Sohn eine Lotusblume.
Ostwand
Opfertiere werden dem links stehenden auf einen Stab gestützten Grabherrn vorgeführt. In der obersten Reihe gibt es Schreiber mit Papyrusfutteralen, die die vorgeführten Tiere protokollieren. In der zweiten Reihe wird Wild in der dritten Reihe Rinder und in der vierten Reihe Geflügel herbeigeführt.
Nordwand
Die Vertreter der namentlich genannten Stiftungsgüter bringen landwirtschaftliche Produkte.